# ラ・オット・グランデッド・フロッグ
ラ・オット・グランデッド・フロッグ（英語：La Hotte Glanded Frog、学名：Eleutherodactylus glandulifer）はハイチに生息するカエルの一種。

## 特徴
イスパニョーラ島南西部の山岳地域(Massif de la Hotte)にのみ分布し、熱帯、亜熱帯の湿性低地林、山林、水なし川に生息する。両生類としてはとても珍しい青い目が特徴的でブルー・サファイアにたとえられる。ハイチ国内の森林面積は人の手が加わる前と比較して2パーセントまで減少しており、深刻な生息地の縮小にさらされている。
1991年に確認されて以降目撃例のない状態が続いていたが2011年1月に再発見された。